# Elitzur Ironi Natanya
L' Elitzur Maccabi Natanya è una società cestistica avente sede a Natanya, in Israele. Fondata nel 1959 come Elitzur Netanya, nel 1999, dopo la fusione con l'altra squadra cittadina del Maccabi Natanya ha assunto la denominazione attuale. Gioca nel campionato israeliano.

## Palmarès
- Liga Leumit: 1

2008-2009

## Cestisti
- Rashaun Freeman 2013-2014